# Golden Spike National Historical Park
Golden Spike National Historical Park ist eine Gedenkstätte unter der Verwaltung des National Park Service im Norden des US-Bundesstaates Utah am Rand des Großen Salzsees nahe Salt Lake City. Er erinnert an einen Meilenstein in der Geschichte der Eisenbahn in Nordamerika – die Vollendung der ersten transkontinentalen Eisenbahnverbindung am 10. Mai 1869.
Planungen für eine Eisenbahnverbindung von der Ostküste zur Westküste wurden erstmals in den 1840er Jahren vorgestellt. 1853 finanzierte der US-Kongress Studien zur Streckenführung einer transkontinentalen Eisenbahn. Durch den Amerikanischen Bürgerkrieg stoppte die Umsetzung der Planungen, andererseits zeigte sich im Laufe des Krieges die Bedeutung der Eisenbahn als Transportmittel für Güter und Personen, so dass der Kongress auf Antrag von Präsident Abraham Lincoln 1862 den Bau einer Schienenverbindung nach Kalifornien anordnete.

## Der Bau
Nach dem Ende des Krieges wurden die Reparatur und der Ausbau des Eisenbahnnetzes der USA mit hoher Priorität vorangetrieben. 1865 begannen die Bahngesellschaften Union Pacific von Omaha, Nebraska und die Central Pacific in Sacramento, Kalifornien mit dem Bau einer Schienenverbindung ihrer Netze. Die Bundesregierung förderte den Bau durch Zuschüsse pro verlegter Schienenstrecke und schenkte den Gesellschaften den Boden für die Strecke und Bahnhöfe. Beide Unternehmen lieferten sich einen Wettlauf um die erzielten Strecken.

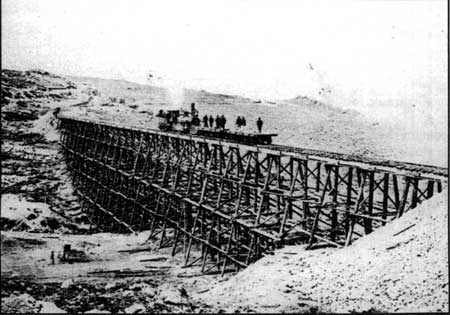
Big Trestle: Die letzte Brücke der Schienenverbindung

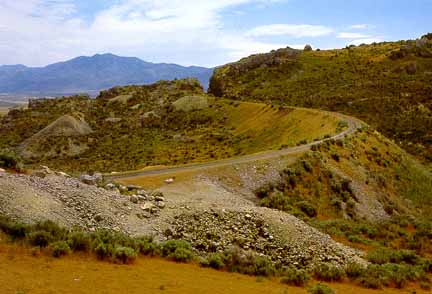
Big Fill: Der parallel verlaufende Damm

Im Februar 1869 erreichte Central Pacific von Westen kommend eine Hügelkette im Norden des Großen Salzsees in Utah und begann, eine tiefe Schlucht auf halber Höhe des Anstiegs mit einem Damm, heute Big Fill genannt, zuzuschütten, um die Schienen darüber zu führen. Am 8. März erreichte Union Pacific von Osten her die Stadt Ogden am Ostufer des Salzsees und nahm am 28. März die Arbeiten an einer für die damalige Zeit kühnen Holz-Konstruktion in Form einer Trestle-Brücke, heute als Big Trestle bezeichnet, über dieselbe Schlucht auf.
Am 10. April beschloss der US-Kongress, dass die Schienennetze am Promontory Summit, dem höchsten Pass im Norden der Hügelkette, verbunden werden sollten und beide Gesellschaften bündelten ihre Kräfte. Sie vereinbarten, die Trasse über die Brücke zu führen und verzichteten auf die bereits begonnenen Arbeiten am Damm. Außerdem kaufte Central Pacific die Strecke vom Gipfelpunkt bis fünf Meilen vor Ogden und pachtete diese 5 Meilen für 999 Jahre von Union Pacific, so dass der offizielle Netzübergang im Bahnhof von Ogden lag. Da die Brücke Qualitätsmängel aufwies, wurde sechs Monate später dann doch noch der Damm fertiggestellt und die Bahnstrecke dorthin verlegt.

## Die Verbindung
Am Nachmittag des 9. Mai 1869 erreichten beide Gesellschaften den Zielpunkt, am 10. Mai wurde die letzte Schiene gelegt und am Mittag mit dem letzten Nagel befestigt. Union Pacific fuhr mit der Lokomotive No. 119 von Osten, Central Pacific mit Lok No. 60, bekannt als „Jupiter“, von Westen an den Verbindungspunkt.
Leland Stanford, der Präsident von Central Pacific und frühere Gouverneur von Kalifornien, brachte einen kurzfristig auf eigene Kosten angefertigten Schienennagel aus Gold mit, der mit den Namen der Direktoren der Bahngesellschaften und den Worten „The last Spike (Der letzte Nagel)“ graviert war. Entgegen einer verbreiteten Ansicht wurde dieser Nagel aber nie in die Schienen eingesetzt. Er befindet sich heute im Museum der Stanford University. Ein zweiter, kleinerer goldener Nagel und ein silberner Nagel waren von anderen Teilnehmern der Feier angefertigt worden.

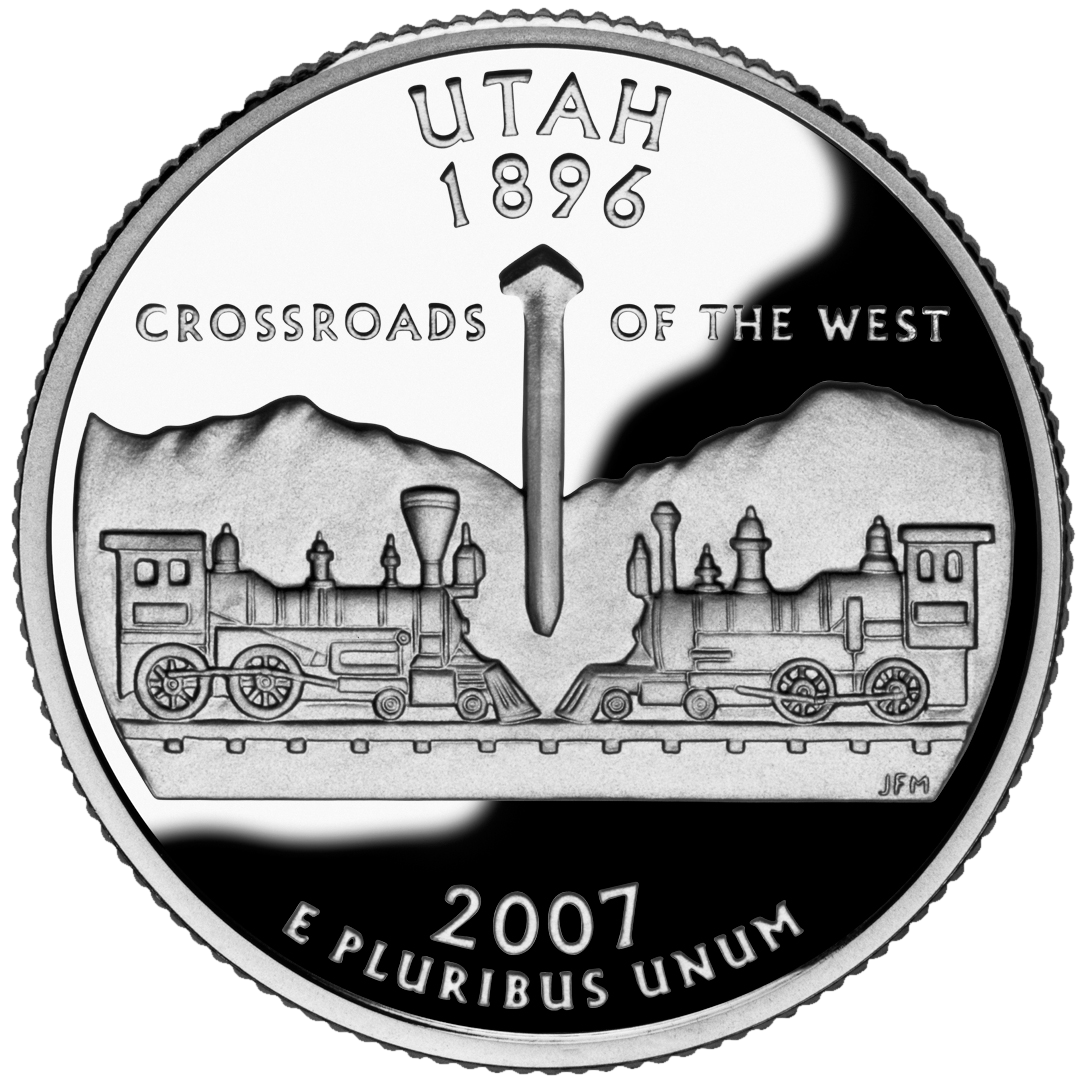
Der Golden Spike auf dem State Quarter von Utah

## Golden Spike National Historical Park
Durch den Bau einer neuen Strecke, dem sogenannten "Lucin Cutoff" (Lucin-Abkürzung), die 1904 eröffnet wurde und etwa 40 km südlich des Promontory Summit verläuft, wurde seither die historische Stelle des Golden Spike nicht mehr befahren, 1942 wurden die Gleise zwischen den Orten Lucin und Corinne abgebaut, weil der Stahl als Kriegsleistung benötigt wurde. Der Lucin Cutoff kreuzt den Großen Salzsee beim Promontory Point, dem südlichen Ende der Promontory Mountains, ursprünglich mittels einer Trestlework-Brücke. Die Brücke wurde später durch einen Damm (causeway) ersetzt. 
Danach geriet der Ort der Feier eine Zeitlang in Vergessenheit, bis er 1957 – obwohl Privatgrund – zum National Historic Site erklärt und 1965 von der Bundesregierung angekauft wurde. Heute befindet sich dort ein kleines Besucherzentrum mit einem Museum über den Bau der transkontinentalen Eisenbahn und mehrere Informationstafeln an einer Straße zu den wichtigsten Punkten im Umfeld. Im Sommerhalbjahr finden täglich Vorführungen mit Nachbauten der beiden historischen Lokomotiven statt. Im Winter können die Lokomotiven im Lokschuppen besichtigt werden. Im März 2019 wurde die Gedenkstätte auf den Status eines National Historical Parks umgewidmet.
Zum Parkgebiet gehören neben dem eigentlichen Gipfelpunkt mit Besucherzentrum und Lokschuppen noch die historische Streckenführung je einige Kilometer nach Osten und Westen. Dadurch sind auch die Schlucht und der Damm Teil der Gedenkstätte. Im unmittelbaren Umfeld liegt der Chinese Arch, ein natürliches Felsentor, das den chinesischen Arbeitern beim Eisenbahnbau gewidmet ist.
Der Zusammenschluss der transkontinentalen Eisenbahn wurde 1968 von der American Society of Civil Engineers in die List of National Historic Civil Engineering Landmarks aufgenommen. Der Golden Spike wurde 2007 ausgewählt, den Staat Utah auf dem State Quarter zu repräsentieren.